# Sakrisøy
Sakrisøy je jeden z malých ostrovů se stejnojmennou rybářskou vesnicí u východního pobřeží ostrova Moskenesøy v Lofotském souostroví. S obcí Kvalvika na západě a ostrovem Olenilsøy na východě jej spojují klenuté mosty, které jsou součástí silnice E10, známé jako Kong Olav Vs vei. Ostrůvek má rozlohu pouhé 3 hektary a jeho nejvyšší bod dosahuje nadmořské výšky 18,5 metru.

## Historie a současnost

### Život na ostrově
Administrativně Sakrisøy přináleží k vesnici Reine, která je správním střediskem obce Moskenes. Ze skupiny nedalekých ostrovů Olenilsøy, Toppøy a Hamnøy je Sakrisøy výrazně nejmenší. Jako i jinde na Lofotech, také zde se obyvatelé vždy věnovali lovu ryb, především tresek, jejich zpracování a prodeji. 

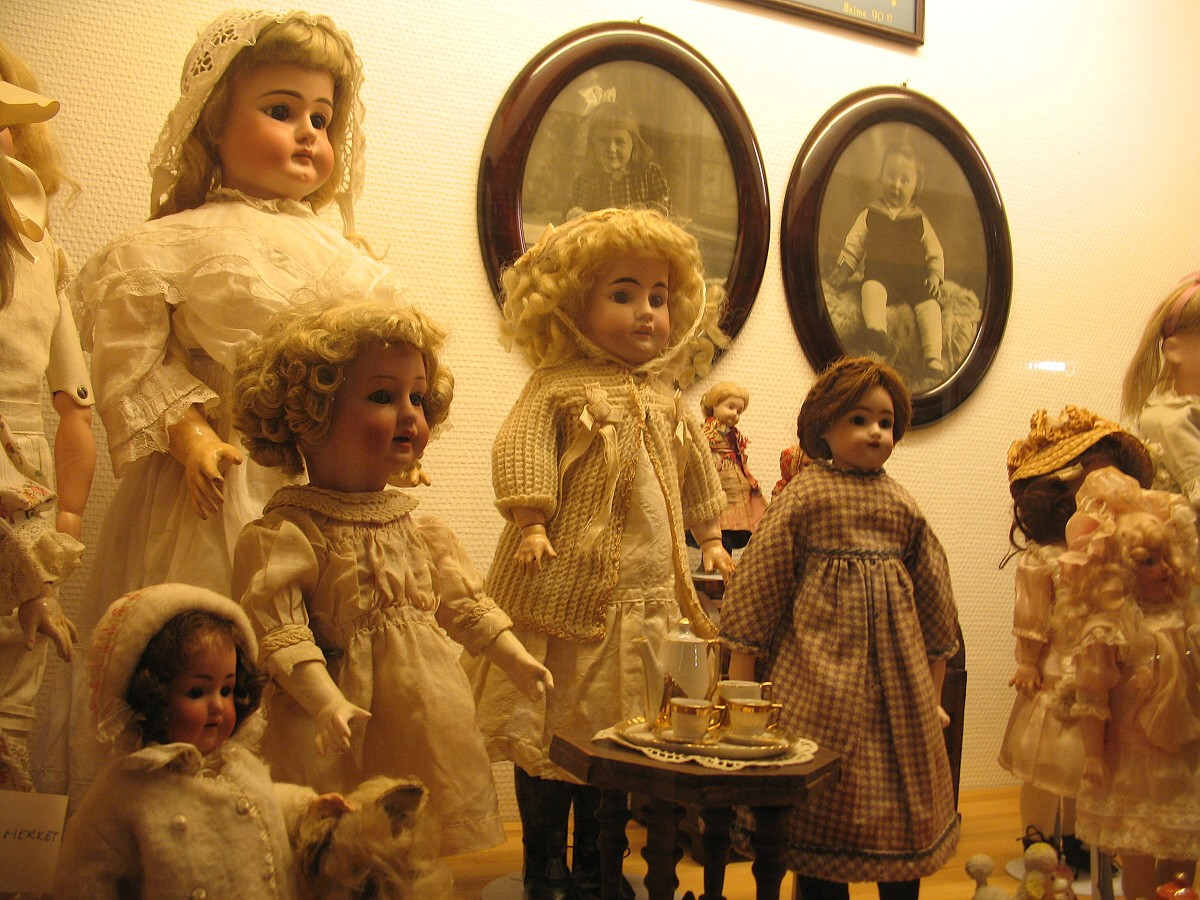
V Muzeu panenek a hraček na ostrově Sakrisøy

Na Sakrisøy takto po pět generací hospodařila rodina Gylsethových. V roce 1889 koupil ostrůvek Sven Kornelius Gylseth, který zde postavil první dům. O sto let později obyvatelé ostrůvku rozšířili své aktivity ještě o služby turistům, kterým nabízejí ubytování v rorbu, typických dřevěných rybářských domcích, umístěných na pilotech na břehu moře.

### Muzeum hraček
V roce 1992 otevřela paní Dagmar Gylseth na ostrově Sakrisøy Muzeum panenek a hraček. Toto muzeum bylo prvním svého druhu v Norsku. Součástí muzea je i starožitnictví a prodej drobných sbírkových předmětů. V hlavní letní sezóně je muzeum otevřeno 10 hodin denně, v ostatních měsících je muzeum přístupno o sobotách a nedělích. Od listopadu do konce února je muzeum uzavřeno, avšak na požádání jej i v této době lze navštívit.

## Galerie

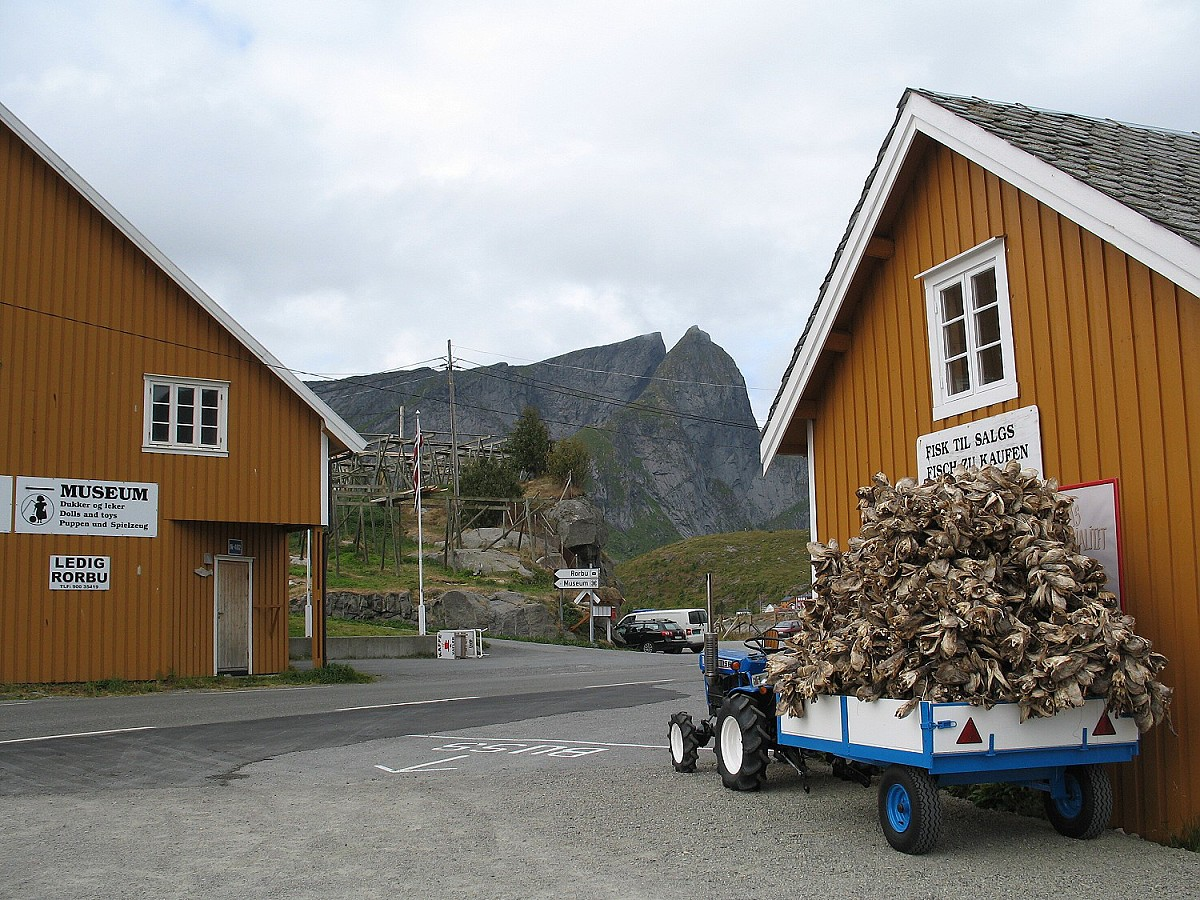
Muzeum hraček na ostrově Sakrisøy
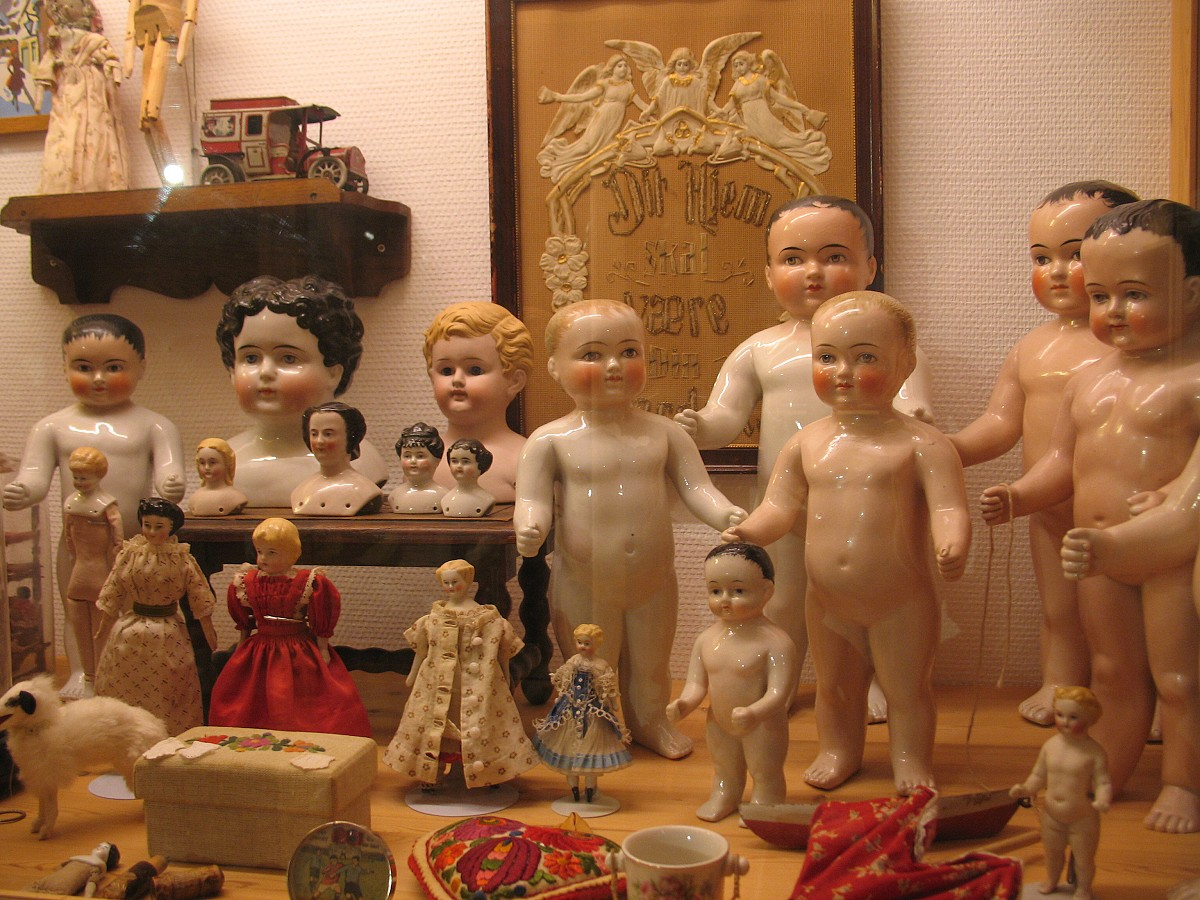
Panenky v místním muzeu hraček
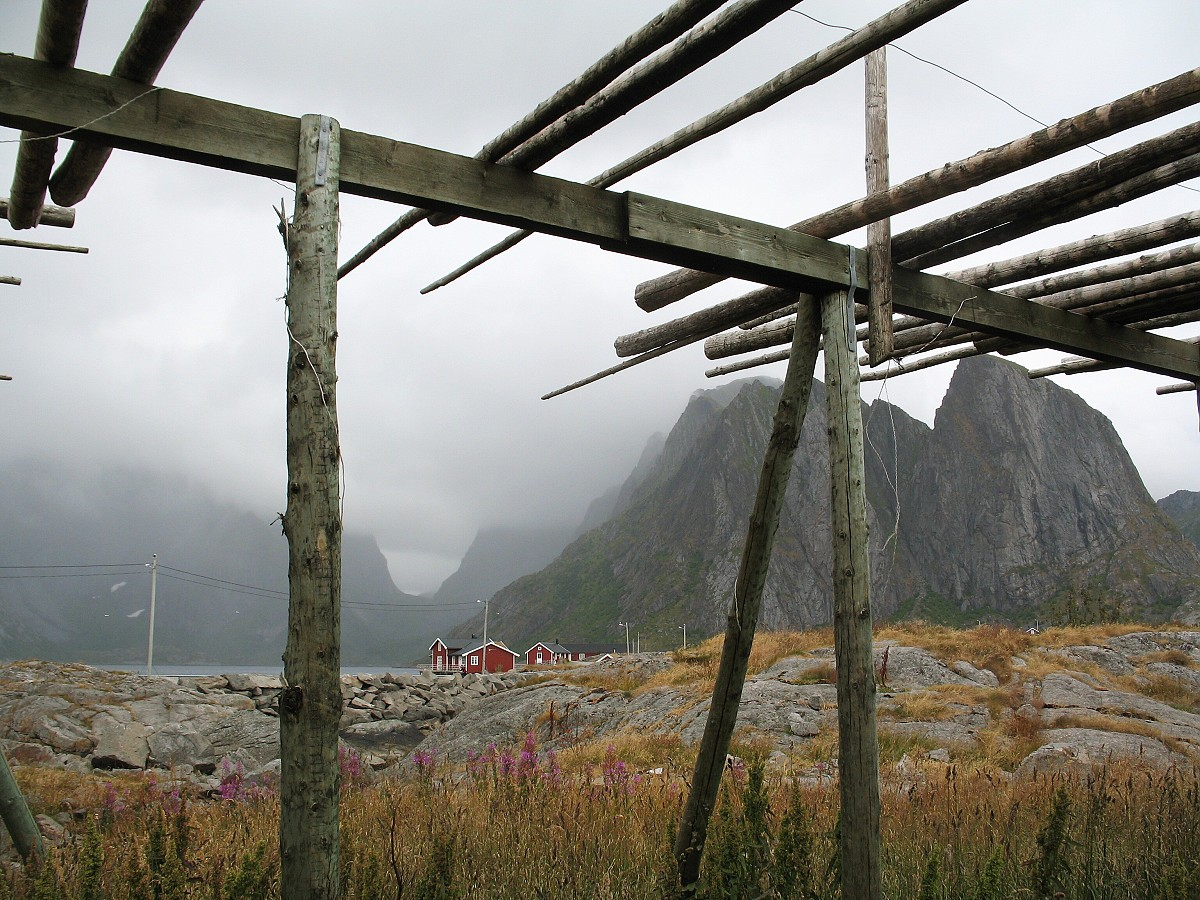
Krajina v Hamnøy severovýchodně od Sakrisøye
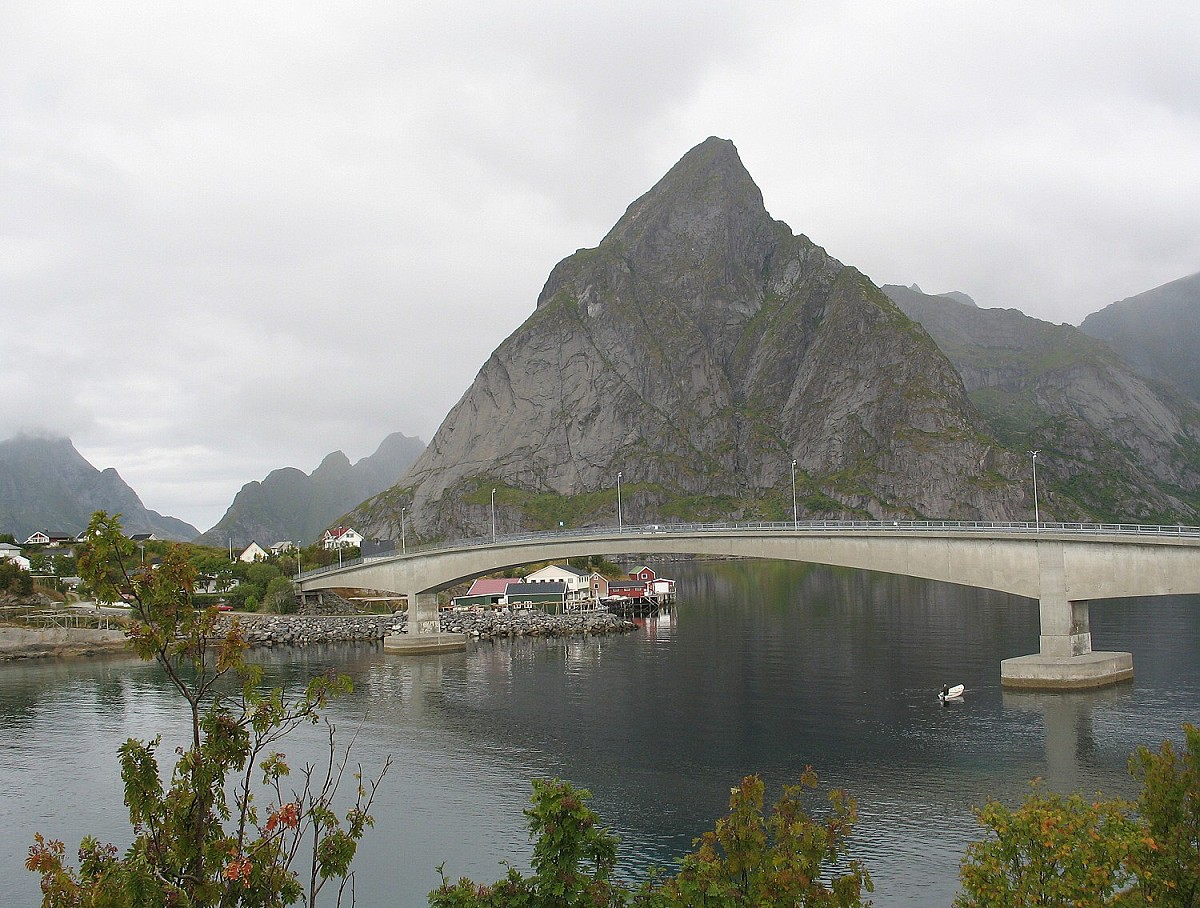
S většími ostrovy spojují Sakrisøy klenuté mosty
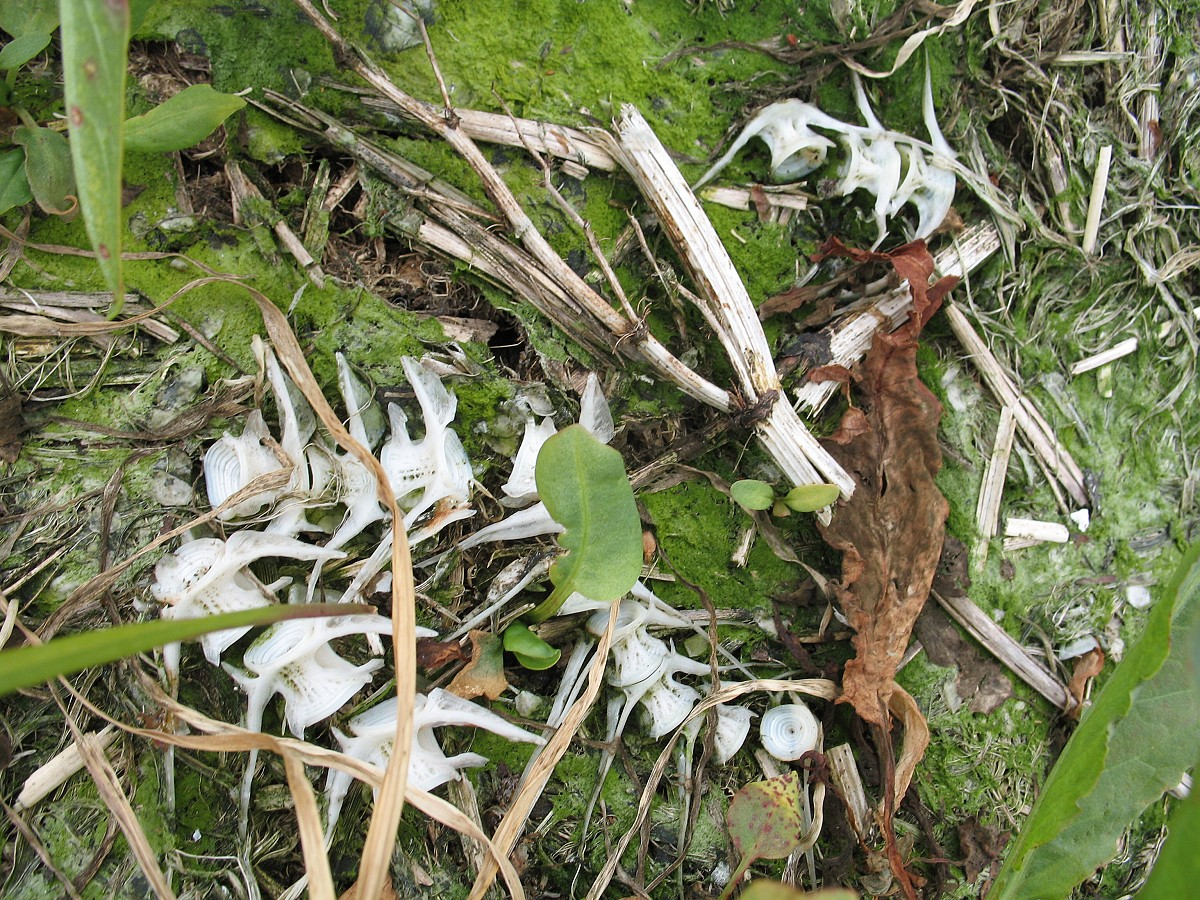
Louky na Lofotech jsou plné rybích koster
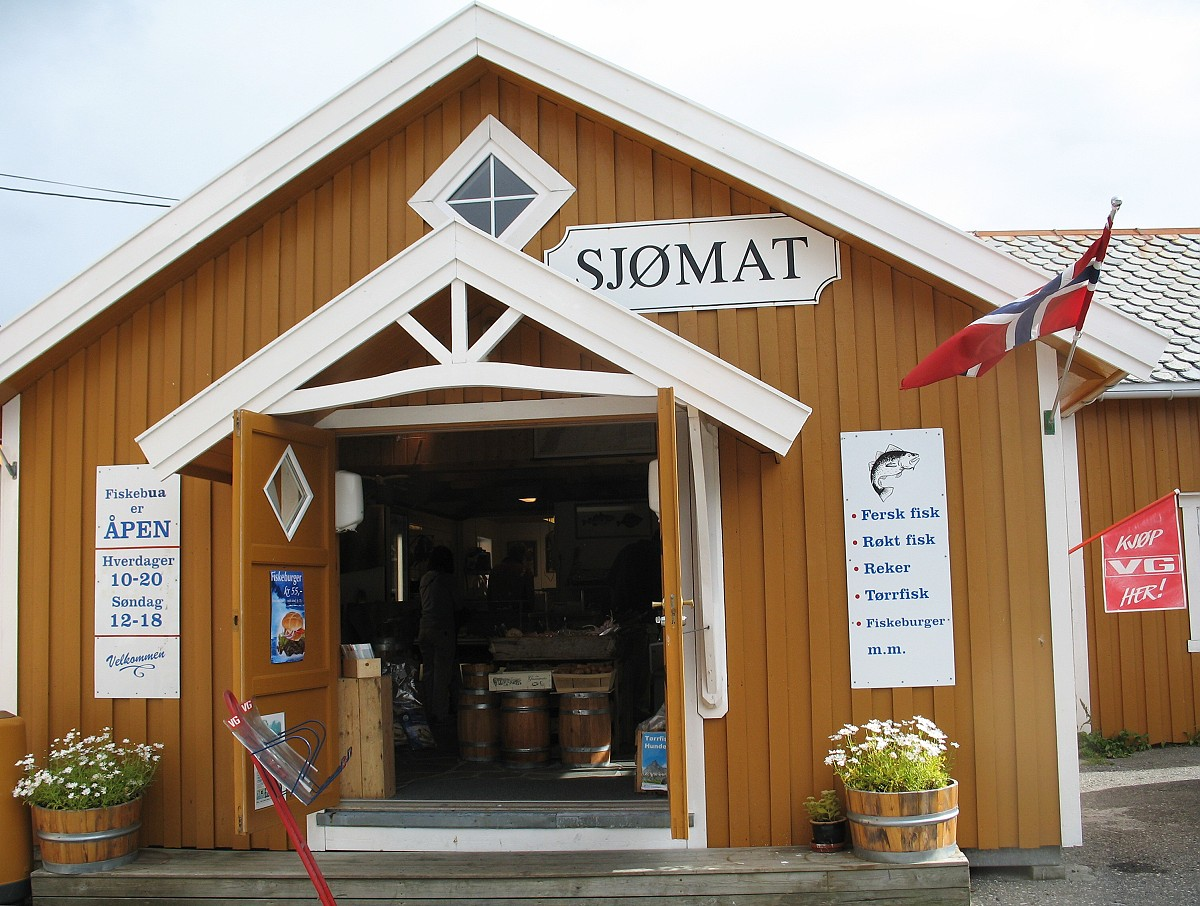
Sakrisøy, místní obchůdek
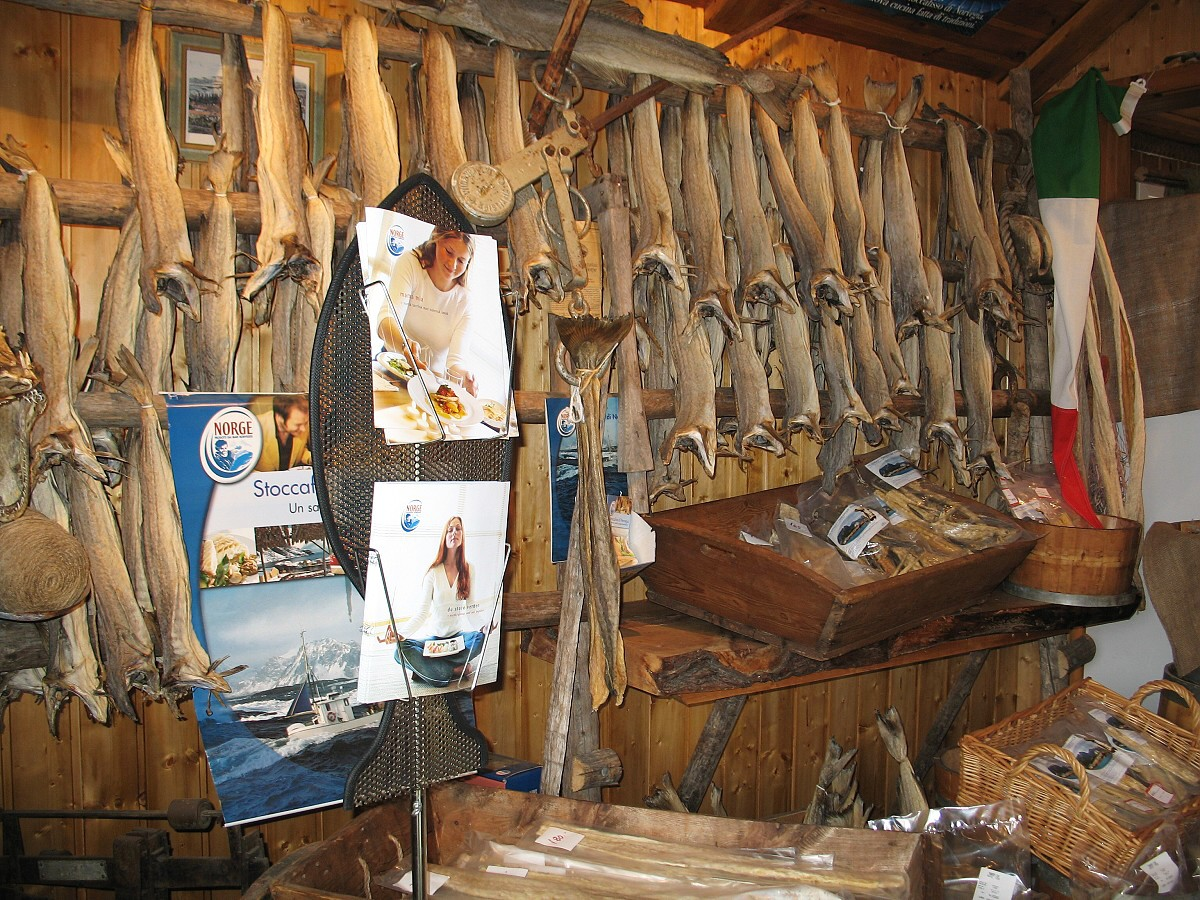
Interiér obchodu s rybami na Sakrisøy
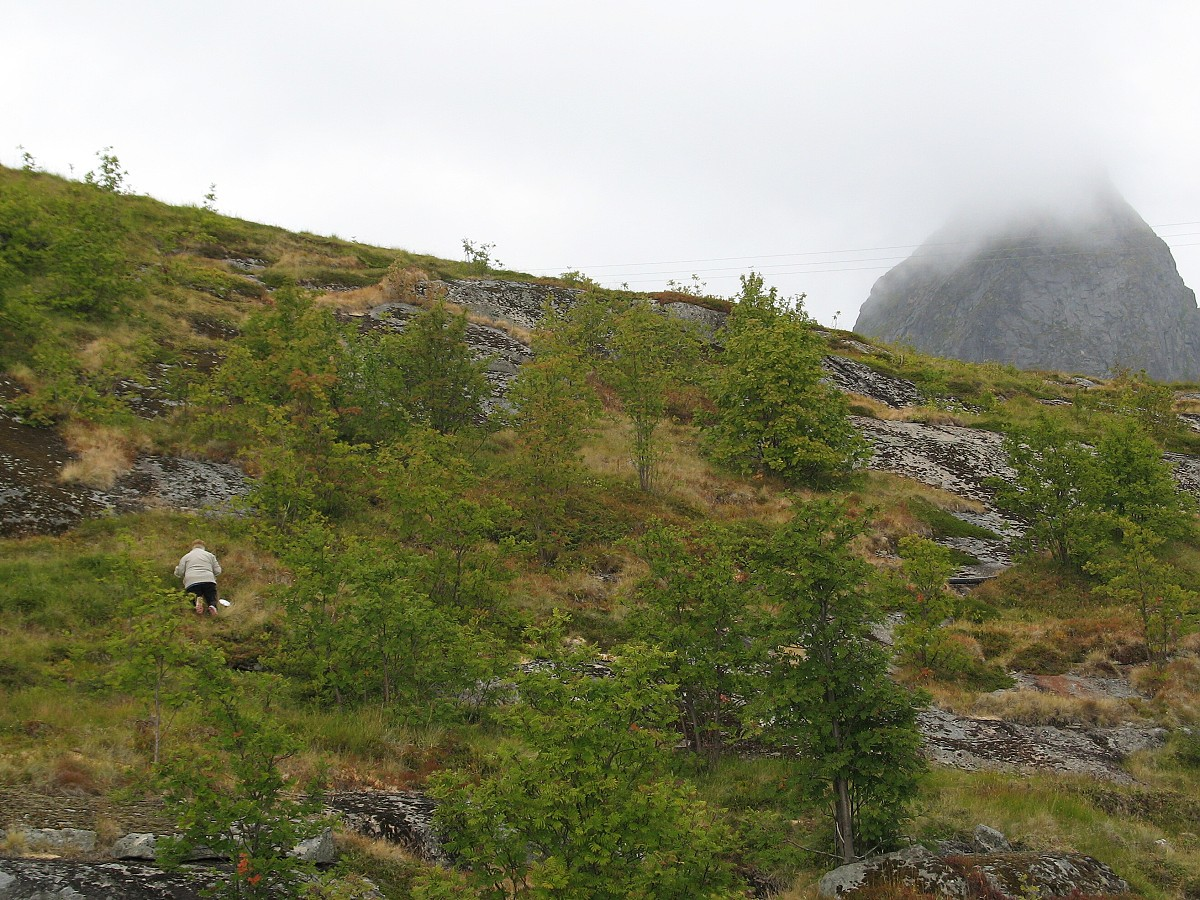
Sběr borůvek u Reinefjordu poblíž ostrůvku Sakrisøy
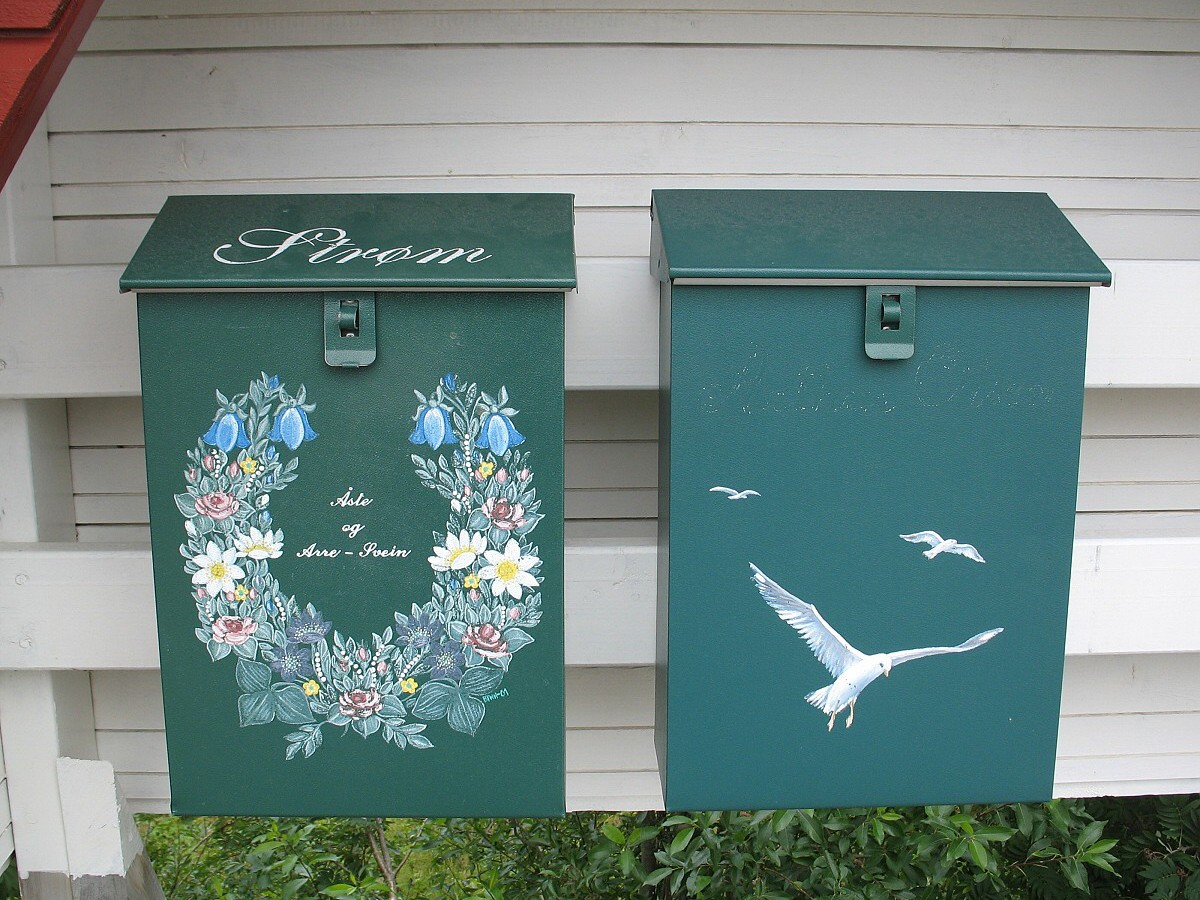
Na Lofotech si lidé potrpí na malované poštovní schránky.
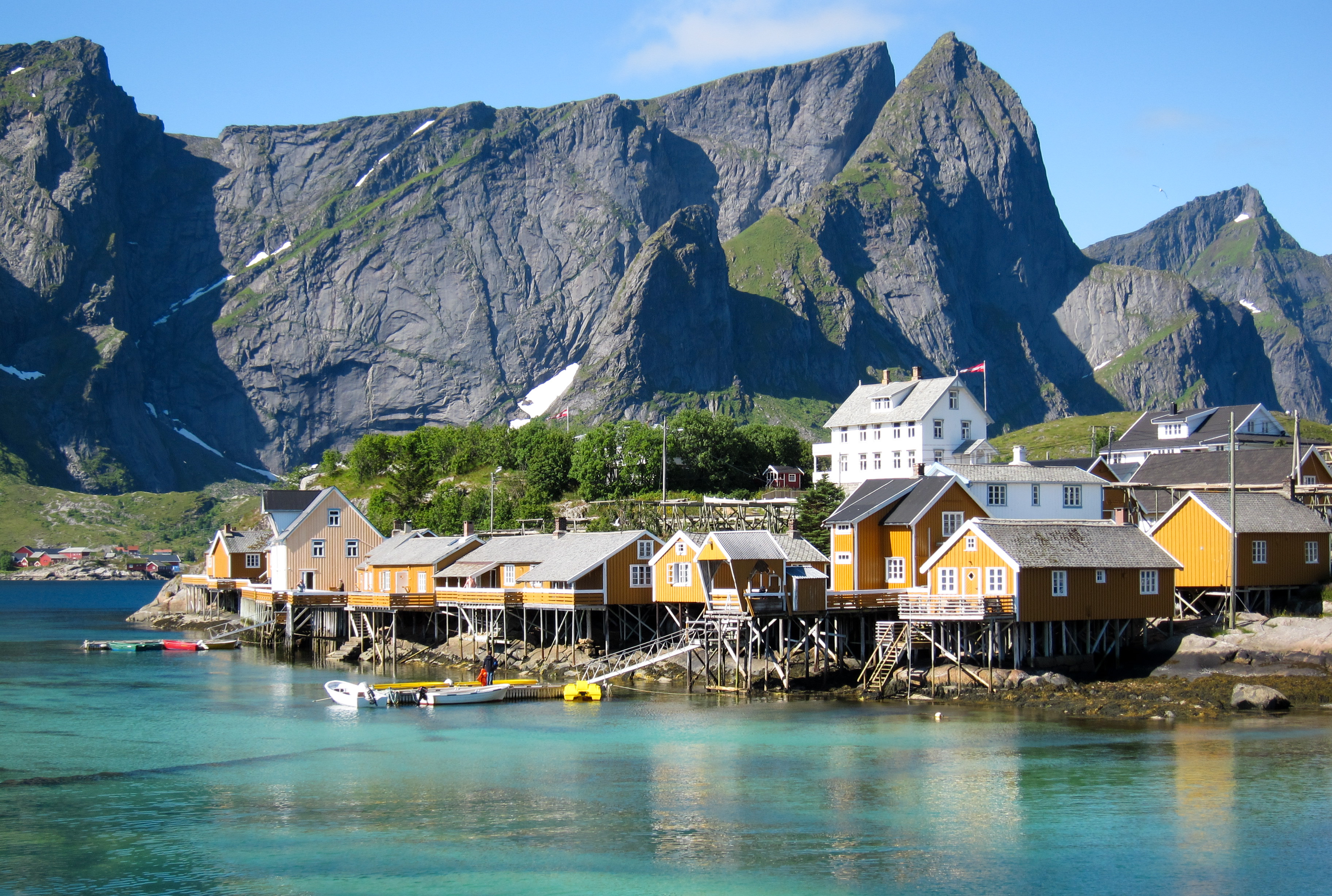
Rybářské domky rorbu na ostrově Sakrisøy
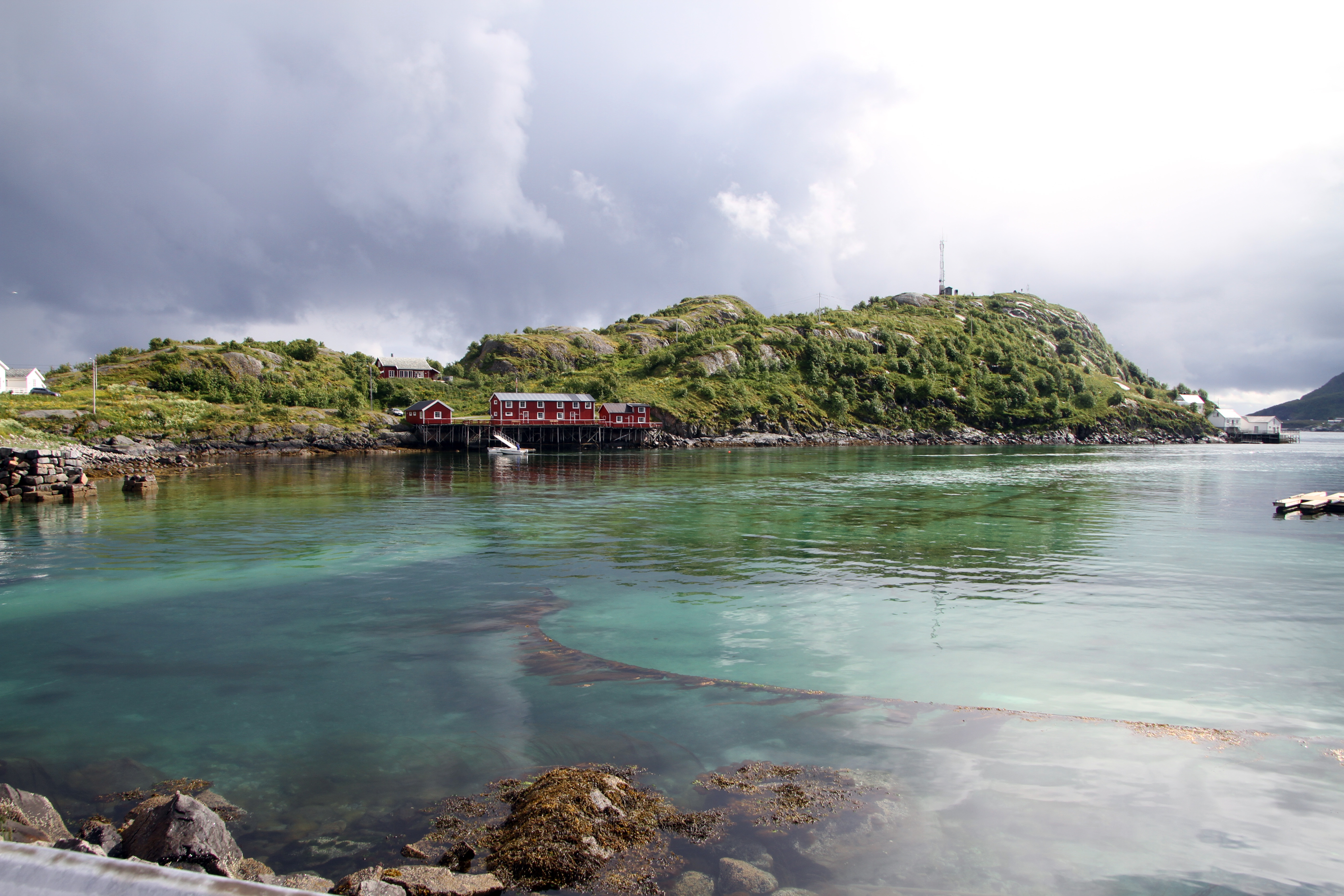
Sakrisøy z Europavei 10